# Burj Rafal
Burj Rafal je mrakodrap sloužící jako hotel v hlavním městě Saúdské Arábie, Rijádu. Zahájení provozu mrakodrapu proběhlo v lednu 2014. Budova má 70 podlaží a je postavena na pozemku 20 000 m². Hotel má asi 350 hotelových pokojů a patří k nejvyšším hotelům světa. Náklady na výstavbu budovy dosáhly přibližně 320 miliónů dolarů.